# Juan Pablo Lavagnini (Politiker)
Juan Pablo Lavagnini war ein uruguayischer Politiker.
Lavagnini gehörte der Partido Nacional an. Er war als Repräsentant des Departamento Canelones in der 26. Legislaturperiode im Zeitraum vom 12. Januar 1920 bis zum 14. Februar 1920 zunächst stellvertretender Abgeordneter. Sodann hatte er in der 27. und 28. Legislaturperiode vom 23. Februar 1920 bis zum 14. Februar 1926 ein Titularmandat als Abgeordneter in der Cámara de Representantes inne.